# Trúc thăng miến

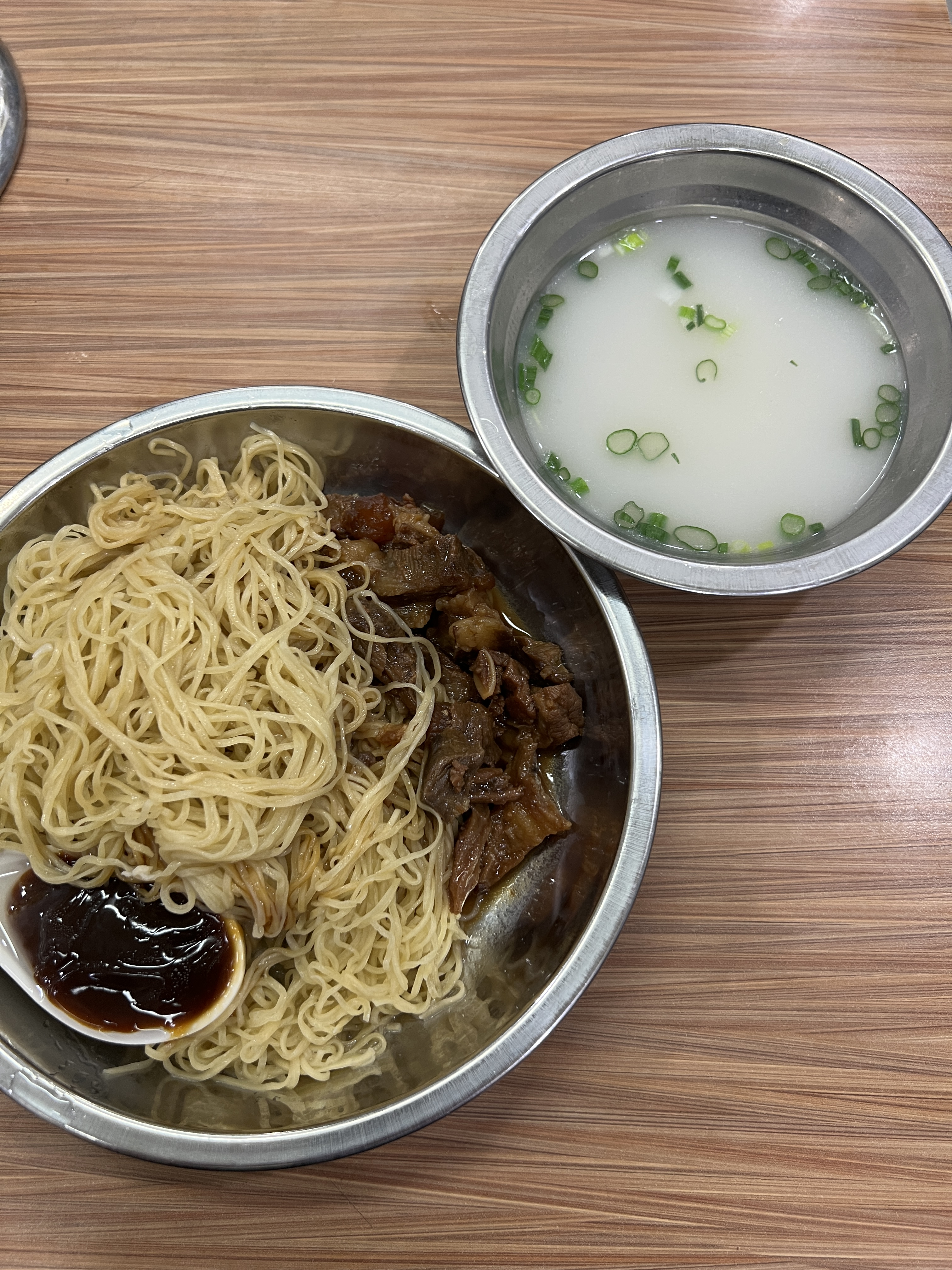
Trúc thăng miến

Trúc thăng miến là một loại mì ở Quảng Đông được tìm thấy trong một số bộ phận của Hồng Kông và Ma Cao, và một số bộ phận của ở Quảng Châu, Trung Quốc.

## Miêu tả
Mì được làm từ trứng, theo truyền thống được làm bằng trứng vịt lộn, và được coi là một trong những loại mì hiếm nhất còn tồn tại. Trước đây, đầu bếp đè một khúc gỗ tre để ép trứng, bột mì và các thành phần khác lại với nhau.Tính đến năm 2008 ở Hồng Kông, chỉ còn lại một số nhà hàng làm mì theo cách truyền thống.

## Trong bữa ăn
Một trong những sự kết hợp phổ biến nhất của mì trong một món ăn là mì hoành thánh (tiếng Trung: 竹 昇 雲吞 麵).

## Vinh danh
Năm 2014, chính quyền Hồng Kông đã đưa công nghệ tạo hình sợi mì vào "Danh sách Di sản Văn hóa Phi vật thể Hồng Kông"